# Lewis Davies
Lewis Davies, celým jménem Arthur Lewis Davies, (26. ledna 1913 – 9. prosince 2011) byl velšský knihovník a filantrop, mladší bratr spisovatele Rhyse Daviese. Narodil se jako nejmladší ze šesti dětí ve vesnici Blaenclydach na jihu Walesu a studoval na Aberystwythské univerzitě. Později se učil na knihovníka. V roce 1937 začal pracovat jako asistent v novinách Daily Mirror. Byl gay.